# Until It's Gone (Linkin Park)
Until It's Gone è un singolo del gruppo musicale statunitense Linkin Park, pubblicato il 6 maggio 2014 come secondo estratto dal sesto album in studio The Hunting Party.

## Descrizione
Settimo brano di The Hunting Party, Until It's Gone è uno dei brani meno movimentati dell'album ed è caratterizzato da un «testo più dolce offerto da Chester Bennington, che mostra tutta la sua versatilità vocale».
L'introduzione del brano è caratterizzata da un giro di sintetizzatore che lascia spazio a un crescente e «strutturato rock oscuro che ricorda agli ascoltatori, tramite Chester Bennington, che "non sai cosa hai perso, finché non c'è più"».

## Video musicale
Il 5 maggio 2014 è stato pubblicato un lyric video del brano diretto da Austin Saya e girato interamente a Los Angeles, in California.
L'11 giugno è stato invece pubblicato in anteprima su Facebook il video ufficiale del brano, diretto dal DJ del gruppo Joe Hahn.
Per il brano è stato inoltre realizzato un video dal vivo, le cui riprese sono costituite da un collage di filmati realizzati dai fan durante l'esecuzione del brano in occasione del concerto tenuto dal gruppo a Milano il 10 giugno 2014. Il video è stato pubblicato il 16 luglio 2014.

## Tracce
Download digitale
1. Until It's Gone – 3:53 (Linkin Park)

CD promozionale (Regno Unito)
1. Until It's Gone – 3:43 (Linkin Park)

CD singolo (Europa, Stati Uniti)
1. Until It's Gone – 3:41 (Linkin Park)
2. Guilty All the Same (feat. Rakim) – 5:55 (Linkin Park, William Griffin)

## Formazione
Hanno partecipato alle registrazioni, secondo le note di copertina di The Hunting Party:
Gruppo
- Chester Bennington – voce
- Mike Shinoda – chitarra ritmica, tastiera, pianoforte, cori
- Brad Delson – chitarra solista, cori
- Phoenix – basso, cori
- Rob Bourdon – batteria, percussioni, cori
- Joe Hahn – campionatore, programmazione, cori

Produzione
- Mike Shinoda – produzione, ingegneria del suono
- Brad Delson – produzione
- Ethan Mates – ingegneria del suono
- Josh Newell – montaggio digitale
- Alejandro Baima – assistenza tecnica
- Brendan Dekora – assistenza tecnica aggiuntiva
- Jennifer Langdon – assistenza tecnica aggiuntiva
- Andy Wallace – missaggio
- Paul Suarez – ingegneria Pro Tools
- Del Bowers – assistenza al missaggio
- Emily Lazar – mastering
- Rich Morales – assistenza al mastering

## Classifiche
| Classifica (2014)                | Posizione massima |
| -------------------------------- | ----------------- |
| Australia                        | 58                |
| Austria                          | 33                |
| Francia                          | 104               |
| Germania                         | 24                |
| Italia                           | 71                |
| Regno Unito                      | 78                |
| Regno Unito (rock & metal)       | 1                 |
| Stati Uniti                      | 115               |
| Stati Uniti (alternative)        | 19                |
| Stati Uniti (mainstream rock)    | 1                 |
| Stati Uniti (rock & alternative) | 17                |
| Svizzera                         | 23                |

## Date di pubblicazione
| Paese  | Data           | Formato           |
| ------ | -------------- | ----------------- |
| Mondo  | 6 maggio 2014  | Download digitale |
| Europa | 30 maggio 2014 | CD                |